# Гоццадини, Беттизиа
Беттизиа Гоццадини (итал. Bettisia Gozzadini; 1209, Болонья , Италия — 1261, Болонья) — итальянский юрист, профессор права в Болонском университете. Первая женщина — преподаватель ВУЗа.

## Биография
Родилась в 1209 году в семье дворян Амадоре Гоццадини и Аделазии из Пеголотти. В подростковом возрасте носила мужскую одежду и преуспела в обучении. Преподаватели Болонского университета Джакомо Бальдавино и Танкреди Арчидьяконо, впечатлённые интеллектом Беттизии, предложили ей степень доктора. 3 июня 1236 года Гоццадини получила высшую степень в области права. В течение двух лет преподавала у себя дома. Чтобы не смущать студентов, преподавала из-за ширмы. Отлично владела ораторским искусством. В 1242 году выступила с речью на похоронах епископа Энрико делла Фратта из Архиепархии Болоньи. Умерла в ноябре 1261 года от несчастного случая, в течение дня были приостановлены занятия в школах Болоньи.